# ドゥマク王国

ドゥマク王国

ドゥマク王国（ドゥマクおうこく、インドネシア語: Kesultanan Demak、英語: Sultanate of Demak）は、15世紀から16世紀にかけてジャワ島北岸に栄えたイスラム国家。

## 建国
建国以前はビンタロ（ジャワ語：Bintoro）という地名であったドゥマク地方は、マジャパヒト王国と同盟した地方、または属領であった。
15世紀に中国人ムスリムのCek Ko-poによってドゥマクは建国された。
16世紀初頭にマラッカに滞在し、『東方諸国記』を著したポルトガル人トメ・ピレスによれば、Cek Ko-poの子供がラデン・パター（Raden Patah、東方諸国記ではPate Rodimと記されている）である。1504年頃にラデン・パターが死ぬと、その兄弟のスルタン・トゥルンゴノ（Trenggana）が即位し、1505年から1518年までと、1521年から1546年までの2期に渡って統治した。
東部ジャワに伝わる話では、ラデン・パターはマジャパヒト王国のブラウィジャヤ5世（在位：1468年 - 1478年）の息子である。成人するとスルタン・アラム・アクバール・アルファターと称して、ビンタロ（ドゥマク）の領主に任命され、その統治権限はラデン・パター（在位：1475年 - 1518年）に与えられた。母はパサイ地方のジュンパ出身で、イスラム教を信仰していた。

## ラデン・パターの統治
マジャパヒト王国が衰退し始めたときにジャワ島北海岸地方の領主の多くは、ドゥマク王国を盟主とする連合体を作った。ラデン・パターは1500年から1518年までドゥマクを統治し、米を中心とする広大な農地を有していたために王国は急速に発展した。輸出産物としては米、蝋、蜂蜜などがマラッカ、マルク、サムドゥラ・パサイへと輸出された。
王国は、イスラム教の布教の中心サムドゥラ・パサイとの友好を深め、ワリ・サンガによるイスラム教の布教の新たな中心として発展した。王国の支配地域は、ジュパラ、トゥバン、スダユ、パレンバン、ジャンビ、カリマンタンのいくつかの地方に及んだ。マルク地方での布教はスナン・ギリ（Sunan Giri）によって行われ、東カリマンタン地方への布教はトゥンガン・パランガン（Tunggang Parangan）という名のドゥマクの宗務官（penghulu）たちによって援助された（東カリマンタンの歴史）。
1511年、マラッカ王国がポルトガルの手に落ちると、ドゥマクとマラッカとの関係は断絶した。1513年、ラデン・パターは長男のアディパティ・ウヌス（Adipati Unus）にポルトガル領マラッカ（1511年 – 1641年）のポルトガル人を攻撃するように命じた。ポルトガル側の軍備が優れていたために成功しなかったが、この攻撃を行ったことによりアディパティ・ウヌスには「北へ海を渡った王子」という称号が与えられた。

### 経済
ドゥマク王国は東部インドネシアの香料生産地と、西部インドネシアの市場としてのマラッカとの中継地としての機能を果たしていた。そのため、国内及び国際交易の中心地としてのマラッカの地位を奪いたいとの欲求が常に生じていた。1511年以来マラッカを支配していたポルトガル人を追い払って占領しようとした理由である。
海岸の防衛だけでなく交易の安全も図るため、イスラム教を信奉していたジャワ島の北海岸地方と良好な関係を結んだ。その結果、ドゥマクを盟主としたある種の連邦が形成されたのである。イスラム教は諸勢力の結合の要素となった。

### 社会
ドゥマク王国の社会状況は、以前の王朝時代とさほど異なるものではなかった。人々の生活はイスラムの教えによる規則や法律によって律せられた時代であったが、古い伝統も残されていたからである。

### 文化
ドゥマク王国が繁栄したころ、ジャワ島においてイスラム教は急速に発展した。宗教指導者スナン・カリジャガは多くの提案をし、ドゥマク王国は一種の神権政治国家となった。ドゥマク王国の文化遺産の一つに、ソコ・タタルと呼ばれる木製の支柱があることで有名な、ドゥマク・イスラム寺院がある。建立者のスナン・カリジャガは、前庭にある集会所（pendopo）で、イスラム教信者の獲得を目的としたスカテン祭を行うことを決めた。この伝統は今でもジョグジャカルタやチレボンで行われている。スカテンとは預言者ムハンマドの生誕日を祝う「グルブック・マウルド（Grebeg Maulud）」に先駆けて行われる祭りのことである。スカティ（sekati）と呼ばれる王宮のガムランが兵士たちに付き添われて大モスクまで運ばれ演奏される。その後、生誕日の前日に再び王宮に戻される。

## 興隆と衰亡
ポルトガル領マラッカとの戦いでアディパティ・ウヌス（在位：1518年 - 1521年）は若くして死んだうえに、王子がいなかったので兄弟のスルタン・トゥルンゴノがドゥマク王国の王位につき、1521年から1546年までドゥマク王国を統治した。
スルタン・トゥルンゴノは、支配地域拡大の努力を続けた。1522年、ポルトガルとパジャジャラン王国の関係を断ち切らせるために、ファタヒラー指揮下の部隊を西部ジャワに派遣した。ポルトガル艦隊はファタヒラーの艦隊に破れた。この勝利により、ファタヒラーは、スンダ・クラパの名前を勝利を意味するジャヤカルタに改名した。この出来事は1527年6月22日に起きたので、毎年この日はジャカルタ市誕生の日として祝われている。
東部ジャワへの支配の拡大は、スルタン・トゥルンゴノ自身が部隊を率いてマディウン、グルシック、トゥバン、マランと一つ一つ支配下に収めていった。しかし、1546年のパスルアン攻略時に、戦死してしまった。
スルタン・トゥルンゴノの死後は後継者争いが激化し、指導者の不在と度重なる粛清によってドゥマク王国は弱体化していき、パジャン王国（1568年 - 1586年）の時代を迎えた。